# Barniz blando
El barniz blando es una técnica de grabado derivada del aguafuerte. Es aquella en la que, sobre la plancha de grabado, se aplica una capa de barniz compuesto por cera, resina y cebo y que se presenta en forma de bola, pasta o bloque. Al tener una consistencia más espesa y viscosa, el barniz permite la producción de imágenes similares a las realizadas de manera directa con lápiz.